# Biserci
Biserci (bułg. Бисерци) – wieś w Bułgarii, w obwodzie Razgrad, w gminie Kubrat. W 2023 roku liczyła 1071 mieszkańców.